# Граф Суррей
Граф Суррей (англ. Earl of Surrey) — старинный графский титул в системе дворянских титулов Англии. Впервые был учреждён около 1088 года для Вильгельма де Варенна, одного из ближайших соратников короля Вильгельма Завоевателя. До 1347 года титул принадлежал аристократическому роду де Варенн, входившему в число самых могущественных и благородных домов Англии. В ранние периоды истории титул зачастую именовался по названию семьи его носителей — граф де Варенн. В середине XIV века титул унаследовал дом Фицаланов, однако с прекращением старшей линии этого рода в 1415 году титул перестал существовать. Последняя креация титула графа Суррей состоялась в 1485 году для старшего сына Джона Говарда, 1-го герцога Норфолка, дальнего потомка родов де Варенн и Фицалан. В период реформации титул несколько раз конфисковывался, однако затем всякий раз восстанавливался для представителей семьи Говардов. C 1660 года до настоящего времени титул графа Суррея неразрывано связан с титулом герцога Норфолка и часто использовался старшими сыновьями Норфолков до получения ими герцогского титула.
Современные носители титула графа Суррей также обладают следующими титулами: герцог Норфолк (учреждён в 1483, пэрство Англии), граф Норфолк (1644, пэрство Англии), граф Арундел (1138, пэрство Англии), барон Бомонт (1309, пэрство Англии), барон Мальтраверс (1330, пэрство Англии), барон Фицалан, барон Клан, барон Освестри (все три — 1627, пэрство Англии) и барон Говард из Глоссопа (1869, пэрство Соединённого королевства). Действующий граф Суррей — Эдвард Уильям Фицалан-Говард (род. 1956), 18-й герцог Норфолк и 19-й граф Суррей.

## История титула
Впервые титул графа Суррей был пожалован в 1088 году нормандскому рыцарю Вильгельму де Варенну (ум. 1088), участнику битвы при Гастингсе и нормандского завоевания Англии. Поскольку в самом графстве Суррей у Вильгельма и его потомков земельные владения были незначительными, носителей этого титула часто именовали графами Варенн. Графы Суррей из дома де Варенн в XII веке являлись одним из самых могущественных и богатых аристократических семей Англии, были в родстве с королевскими династиями Англии, Шотландии и Франции и активно участвовали в политической жизни страны. Прямая линия наследников Вильгельма де Варенна прекратилась в 1199 году со смертью Изабеллы де Варенн, 4-й графини Суррей. После этого графский титул перешёл к её второму мужу Гамелину (ум. 1202), единокровному брату английского короля Генриха II, который также принял фамилию де Варенн. Среди его потомков был Джон де Варенн, 6-й граф Суррей (ум. 1304), соратник Эдуарда I и руководитель английскими вторжениями в Уэльс (1282—1284) и Шотландию (1296—1298). Линия Гамелина де Варенна, в свою очередь, прекратилась в 1347 году, после чего графом Суррей был объявлен Ричард Фицалан, 10-й граф Арундел (ум. 1376), сын сестры последнего представителя Второго дома Вареннов. Из-за участия в восстаниях против короля Ричарда II Фицаланы в 1397 году лишились титула графа Суррея, однако он был им возвращён в 1400 году после прихода к власти Генриха IV Ланкастера, чьим активным сторонником был Томас Фицалан, 12-й граф Арундел и 10-й граф Суррей (ум. 1415). В это переходный период (1397—1400 гг.) существовал титул герцога Суррея, который носил один из соратников Ричарда II Томас Холланд (ум. 1400). После смерти бездетного Томаса Фицалана в 1415 году титул графа Суррея прекратил существование.
В 1451 году состоялась вторая креация титула графа Суррея. Его обладателем стал Джон Моубрей-младший (ум. 1476), сын Джона Моубрея, герцога Норфолка, одного из видных членов партии Йорков в начальный период войны Алой и Белой розы. Герцоги Норфолк из дома де Моубрей были потомками сестры последнего графа Суррея из рода Фицаланов и, таким образом имели право на часть его наследства. Джон Моубрей-младший в 1461 году, после смерти своего отца, получил также титул 4-го герцога Норфолка. Однако в 1476 году он скончался, не оставив наследников мужского пола, что привело к прекращению существования титулов графа Суррея и герцога Норфолка.
В 1483 году титул графа Суррея был пожалован Томасу Говарду (ум. 1524), старшему сыну Джона Говарда (ум. 1485), который по материнской линии был прямым потомком Моубреев и Фицаланов и который в том же году добился от короля Ричарда III титула герцога Норфолка и постов графа-маршала и лорда-адмирала Англии. Томас Говард сражался в битве при Босворте в 1485 году на стороне Ричарда III, вследствие чего следующие несколько лет провёл под арестом. Позднее ему удалось примириться с новой правящей династии Тюдоров, а после разгрома шотландских войск в сражении при Флоддене в 1513 году ему были возвращены владения отца и титул герцога Норфолка. Кроме того, за победу при Флоддене Томас Говард получил право добавить в свой герб новый элемент: шотландского льва, проткнутого через рот стрелой. С тех пор эта модификация используется домом Говардов в качестве родового герба.
Потомки Томаса Говарда носят титулы графа Суррея и герцога Норфолка до настоящего времени. Говарды, симпатизирующие в период Реформации в Англии католической церкви, пережили несколько конфискаций титулов и владений, однако с течением времени и герцогский титул, и титул графа Суррея возвращались королями представителям этого рода. Титул графа Суррея часто использовался старшими сыновьями герцогов Норфолк, пока они сами не становились герцогами. Таким графом Сурреем был, в частности, поэт Генри Говард (ум. 1547), старший сын Томаса Говарда, 3-го герцога Норфолка (ум. 1554). В настоящее время носителем титула является Эдвард Фицалан-Говард (р. 1956), 18-й герцог Норфолк, 36-й граф Арундел, 19-й граф Суррей, 16-й граф Норфолк, 13-й барон Бомонт, 20-й барон Мальтраверс, 16-й барон Фицалан из Клана и Освестри и 5-й барон Говарда из Глоссопа. Ему также принадлежат почётные должности графа-маршала и лорда-дворецкого Англии.

## Список графов и герцогов Суррей

### Графы Суррей, первая креация (1088)
- Вильгельм де Варенн, 1-й граф Суррей (ум. 1088);
- Вильгельм де Варенн, 2-й граф Суррей (ум. 1138), сын предыдущего;
- Вильгельм де Варенн, 3-й граф Суррей (ум. 1148), сын предыдущего;
- Изабелла де Варенн, 4-я графиня Суррей (ум. 1199), дочь предыдущего;
Гамелин де Варенн, граф Суррей (ум. 1202), супруг предыдущей;
- Уильям де Варенн, 5-й граф Суррей (ум. 1240), сын предыдущего;
- Джон де Варенн, 6-й граф Суррей (1231—1305), сын предыдущего;
- Джон де Варенн, 7-й граф Суррей (1286—1347), внук предыдущего;
- Ричард Фицалан, 10-й граф Арундел, 8-й граф Суррей (1313—1376), племянник предыдущего;
- Ричард Фицалан, 11-й граф Арундел, 9-й граф Суррей (1346—1397), сын предыдущего, титул конфискован в 1397 году;
- Томас Фицалан, 12-й граф Арундел, 10-й граф Суррей (1381—1415), сын предыдущего, титул восстановлен в 1400 году.

### Герцоги Суррей (1397)
- Томас Холланд, 1-й герцог Суррей (1371—1400), граф Кент, граф-маршал Англии, двоюродный брат предыдущего, титул конфискован в 1400 году.

### Графы Суррей, вторая креация (1451)
- Джон Моубрей, 1-й граф Суррей (1444—1476), 4-й герцог Норфолк (с 1461).

### Графы Суррей, третья креация (1483)
- Томас Говард, 1-й граф Суррей (ум. 1524), с 1514 года — 2-й герцог Норфолк;
- Томас Говард, 3-й герцог Норфолк, 2-й граф Суррей (1473—1554), сын предыдущего, титул конфискован в 1547 году, восстановлен в 1553 году;
- Томас Говард, 4-й герцог Норфолк, 3-й граф Суррей (1536—1572), внук предыдущего, титул конфискован в 1572 году;
- Томас Говард, 21-й граф Арундел, 4-й граф Суррей (1585—1646), внук предыдущего, титул восстановлен в 1604 году;
- Генри Фредерик Говард, 22-й граф Арундел, 5-й граф Суррей (1608—1652), сын предыдущего;
- Томас Говард, 6-й граф Суррей (1627—1677), с 1660 года — 5-й герцог Норфолк, сын предыдущего.

В дальнейшем титул графа Суррея носили герцоги Норфолки. О последующих графах см. статью Герцог Норфолк.